# Autostrada A864 (Niemcy)
Autostrada A864 (niem. Bundesautobahn 864 (BAB 864) także Autobahn 864 (A864)) – autostrada w Niemczech przebiegająca na osi wschód zachód, łącząca autostradę A81 z drogami B27 i B33 na północ od Donaueschingen w Badenii-Wirtembergii.

## Odcinki międzynarodowe
Droga w całości jest częścią trasy europejskiej E531.